# Zienitzen
Die Zienitzen ist eine Ortschaft in der Gemeinde Friesach im Bezirk Sankt Veit an der Glan in Kärnten (Österreich). Die Ortschaft hat 131 Einwohner (Stand 1. Jänner 2024). Sie liegt auf dem Gebiet der Katastralgemeinde St. Salvator.

## Lage
Die Ortschaft liegt rechtsseitig im Metnitztal, teils im Talboden, teils an den Hängen des Mödringbergzugs, auf einer Seeöhe von etwa 680 bis 1140 m. Zur Ortschaft gehören alle Häuser rechts der Metnitz auf dem Gebiet der Gemeinde Friesach von der Gemeindegrenze zu Metnitz bis auf die Höhe von Stegsdorf.
In der Ortschaft werden folgende Hofnamen verwendet: Barbarabad (Haus Nr. 4), Trattenschuster/Pöllarsch (Nr. 5), Gruberhube (Nr. 13), Thurnerhube (Nr. 15), Plassneggerkeusche (Nr. 17), Bachmairhube/Bachermar (Nr. 18), Markonkeusche (Nr. 21), Weixlerhube (Nr. 24), Rainerkeusche/Raderkeusche (Nr. 25), Trattenkeusche (Nr. 26), Wagnerkeusche (Nr. 27), Krahwirt an der Tratten (Nr. 28), Bachbauernkeusche (Nr. 29), Aubauernhube/Auenbauer (Nr. 32), Ruhlandhube (Nr. 33), Sengerkeusche (Nr. 34), Poschenhube/Posch (Nr. 35), Feldspergerhube (Nr. 36), Kuchlerhube (Nr. 40), Steinerhube (Nr. 44), Grabnerhube (Nr. 47), Wachernighube (Nr. 48), Ratschacherhube/Rötschacher (Nr. 49), Muhrerhube (Nr. 50), Liebersohnhube (Nr. 52), Bergkeusche (Nr. 53) und Weichbothube (Nr. 55).

## Geschichte
Der Ortsname ist seit dem 15. Jahrhundert nachweisbar und leitet sich vom slawischen Senica (deutsch: Heubach) ab.
In der ersten Hälfte des 19. Jahrhunderts gehörte die Zienitzen, damals auf dem Gebiet der Steuergemeinde Feistritz liegend, zum Steuerbezirk Grades. Bei Gründung der Ortsgemeinden im Zuge der Reformen Mitte des 19. Jahrhunderts kam der Ort an die Gemeinde Grades.
1915 wurde die Zienitzen von der Gemeinde Grades an die Gemeinde St. Salvator abgetreten, vorübergehend als auf der provisorischen Katastralgemeinde Feistritz II befindlich geführt und schließlich an die Katastralgemeinde St. Salvator angeschlossen. 1973 wurde die Gemeinde St. Salvator aufgelöst, Zienitzen gehört seither zur Gemeinde Friesach.

## Bevölkerungsentwicklung
Für die Ortschaft zählte man folgende Einwohnerzahlen:
- 1869: 49 Häuser, 285 Einwohner[4]
- 1880: 42 Häuser, 240 Einwohner[5]
- 1890: 40 Häuser, 236 Einwohner[6]
- 1900: 40 Häuser, 264 Einwohner[7]
- 1910: 44 Häuser, 261 Einwohner[8]
- 1923: 39 Häuser, 201 Einwohner (davon Barbarabad: 1 Haus, 3 Einwohner)[9]
- 1934: 215 Einwohner[10]
- 1961: 41 Häuser, 246 Einwohner (davon Barbarabad: 2 Häuser, 51 Einwohner)[11]
- 2001: 49 Gebäude (davon 41 mit Hauptwohnsitz) mit 55 Wohnungen; 139 Einwohner und 13 Nebenwohnsitzfälle; 51 Haushalte; 2 Arbeitsstätten, 26 land- und forstwirtschaftliche Betriebe[12]
- 2011: 49 Gebäude, 133 Einwohner, 49 Haushalte, 4 Arbeitsstätten[13]
- 2021: 51 Gebäude, 134 Einwohner, 52 Haushalte, 16 Arbeitsstätten[14]

## Barbarabad

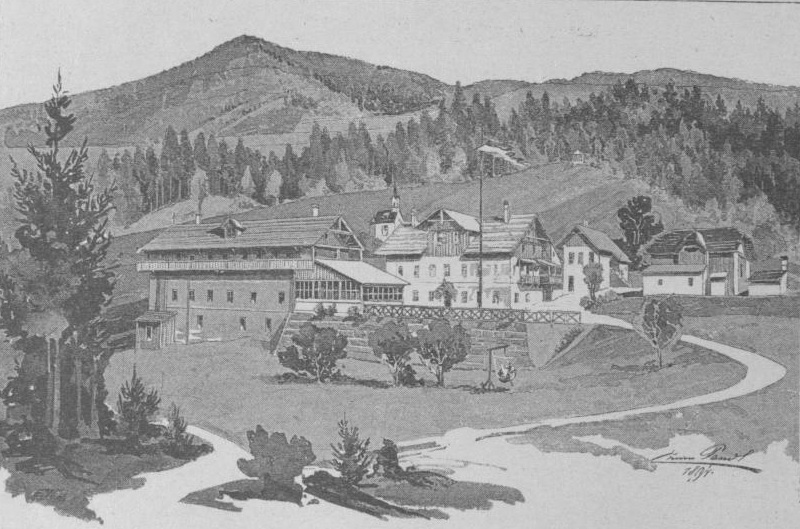
Barbarabad, 1894

Barbarabad ist eine ehemalige Kurstätte am östlichen Rand von Zienitzen. Seit 1497 ist die Heilquelle bekannt. 1512 ließ die Herrschaft Mayerhofen hier eine Barbara-Kapelle errichten. 1576 errichtete Graf Amadeus von Savoyen ein Badehaus.
Mitte des 19. Jahrhunderts bestand das Bad aus einem halbgemauerten Wohnhaus mit 4 Fremdenzimmern und einem Badhaus mit acht Abteilen mit je einer Wanne und einem Bett. Die Gäste kamen lediglich aus der näheren Umgebung. Gebadet wurde täglich eine halbe Stunde, vorwiegend gegen Gicht und Hautausschläge. Die Anlage brannte 1870 ab und wechselte dann mehrmals den Besitzer.
Ab 1887 wurde die Badeanstalt groß ausgebaut und florierte dann eine Zeitlang. Die Bademethoden ähnelten jenen des Karlbads. Nach dem Zweiten Weltkrieg wurde die Anlage als Flüchtlingsunterkunft genutzt und beträchtlich beschädigt; die Kapelle wurde dem Verfall überlassen.